# Влинкувко
Влинкувко (пол. Włynkówko) — село в Польщі, у гміні Слупськ Слупського повіту Поморського воєводства.
Населення — 643 особи (2011).
У 1975-1998 роках село належало до Слупського воєводства.

## Демографія
Демографічна структура станом на 31 березня 2011 року:
|          | Загалом | Допрацездатний вік | Працездатний вік | Постпрацездатний вік |
| -------- | ------- | ------------------ | ---------------- | -------------------- |
| Чоловіки | 316     | 69                 | 226              | 21                   |
| Жінки    | 327     | 77                 | 218              | 32                   |
| Разом    | 643     | 146                | 444              | 53                   |